# Balama
Balama è un centro abitato del Mozambico situato nella provincia di Cabo Delgado ed è capoluogo dell'omonimo distretto; conta 75.337 abitanti (stima 2012).